# Hans Rudolf von Sandersleben

Hans Rudolf von Sandersleben, 1910

Hans Rudolf von Sandersleben (* 18. Oktober 1853 in Zwickau; † 20. Dezember 1943 auf Schloss Althörnitz) war ein deutscher Rittergutsbesitzer und Politiker.

## Leben
Hans Rudolf entstammte ursprünglich altmärkischen Adelsgeschlecht Sandersleben. Seine Eltern waren der Geheime Finanzrat Rudolf von Sandersleben (1818–1905) und dessen erste Ehefrau Emilie Marie Rhode (1820–1864).
Sandersleben besaß ab 1881 das Rittergut Althörnitz. Neuhörnitz und Althörnitz wurden am 1. Juli 1912 vereint. Das adelige Gutsbesitztum umfasste 264 ha und war zeitweise verpachtet. Er war königlich sächsischer Kammerherr und ab 1902 Mitglied und nachfolgend Rechtsritter des Johanniterordens. Am 3. März 1913 erhielt er eine Eintragung in das königlich sächsische Adelsbuch unter der Nummer 433. Hans Rudolf heiratete 1885 in Dresden Editha Freiin von Welck (1859–1945), die Tochter des königlich sächsischen Obersten und Flügeladjutanten Robert Freiherr von Welck. Das Paar hinterließ zwei Söhne und zwei Töchter.
Ab dem Landtag 1907/09 gehörte er als auf Lebenszeit gewählter Vertreter der Rittergutsbesitzer der Oberlausitz der I. Kammer des Sächsischen Landtags an. Das Mandat endete mit der Auflösung der konstitutionellen Monarchie in Sachsen im November 1918.